# Heroku
Heroku è una platform as a service (PaaS) sul cloud che supporta diversi linguaggi di programmazione. Fu acquisita da Salesforce.com nel 2010.
Heroku incominciò ad essere sviluppata dal giugno 2007, quando supportava solamente Ruby; in seguito sono stati aggiunti Java, Node.js, Scala, Clojure, Python, PHP, e Go.